# Neocoelidia orovila
Neocoelidia orovila är en insektsart som beskrevs av Ball 1916. Neocoelidia orovila ingår i släktet Neocoelidia och familjen dvärgstritar. Inga underarter finns listade i Catalogue of Life.